# Bułgaria na Zimowych Igrzyskach Olimpijskich 1988
Bułgarię na Zimowych Igrzyskach Olimpijskich 1988 reprezentowało 26 zawodników.

## Reprezentanci

### Narciarstwo alpejskie
Mężczyźni
- Lubomir Popow
  - gigant slalom – nie ukończył
  - slalom – 16. miejsce

- Borisław Dimitraczkow
  - gigant slalom – nie ukończył
  - slalom – 19. miejsce

- Stefan Szałamanow
  - gigant slalom – nie ukończył
  - slalom – 19. miejsce

- Petyr Popangełow
  - slalom – 23. miejsce

### Bobsleje
Mężczyźni
- Cwetozar Wiktorow, Aleksandyr Simeonow
  - dwójki – 22. miejsce

- Todor Todorow, Nikołaj Botew
  - dwójki – 32. miejsce

- Cwetozar Wiktorow, Aleksandyr Simeonow, Płamen Stamow, Nikołaj Botew
  - czwórki – 24. miejsce

### Biathlon
Mężczyźni
- Krasimir Widenow
  - sprint na 10 km – 29. miejsce

- Christo Wodeniczarow
  - sprint na 10 km – 36. miejsce
  - bieg na 20 km – 15. miejsce

- Władimir Weliczkow
  - sprint na 10 km – 38. miejsce
  - bieg na 20 km – 21. miejsce

- Wasił Bożiłow
  - sprint na 10 km – 43. miejsce
  - bieg na 20 km – 19. miejsce

- Christo Kowaczki
  - bieg na 20 km – 55. miejsce

- Krasimir Widenow, Christo Wodeniczarow, Władimir Weliczkow, Wasił Bożiłow
  - sztafeta 4 × 7,5 km – 8. miejsce

### Biegi narciarskie
Mężczyźni
- Swetosław Atanasow
  - bieg na 10 km – 49. miejsce
  - bieg na 30 km – 28. miejsce

- Todor Machow
  - bieg na 10 km – 55. miejsce
  - bieg na 30 km – 41. miejsce
  - bieg na 50 km – nie ukończył

- Mano Ketenżiew
  - bieg na 10 km – 64. miejsce
  - bieg na 30 km – 48. miejsce
  - bieg na 50 km – nie ukończył

- Atanas Simidcziew
  - bieg na 10 km – 67. miejsce
  - bieg na 50 km – 40. miejsce

- Iwan Smilenow
  - bieg na 30 km – 36. miejsce

- Miłusz Iwanczew
  - bieg na 50 km – zdyskwalifikowany

- Swetoslaw Atanasow, Iwan Smilenow, Atanas Simidcziew, Todor Machow
  - sztafeta 4 × 10 km – 12. miejsce

### Łyżwiarstwo figurowe
Mężczyźni
- Bojczo Aleksiew
  - singiel – 26. miejsce

Kobiety
- Petja Gawazowa
  - singiel – 28. miejsce

### Saneczkarstwo
Mężczyźni
- Krasimir Kamenow, Mitko Baczew
  - dwójki – 18. miejsce

Kobiety
- Simoneta Raczewa
  - jedynka – 23. miejsce

### Skoki narciarskie
Mężczyźni
- Emił Zografski
  - skocznia normalna – 40. miejsce
  - skocznia duża – 40. miejsce

- Władimir Brejczew
  - skocznia normalna – 53. miejsce
  - skocznia duża – 46. miejsce